# Nurikabe (folclore)

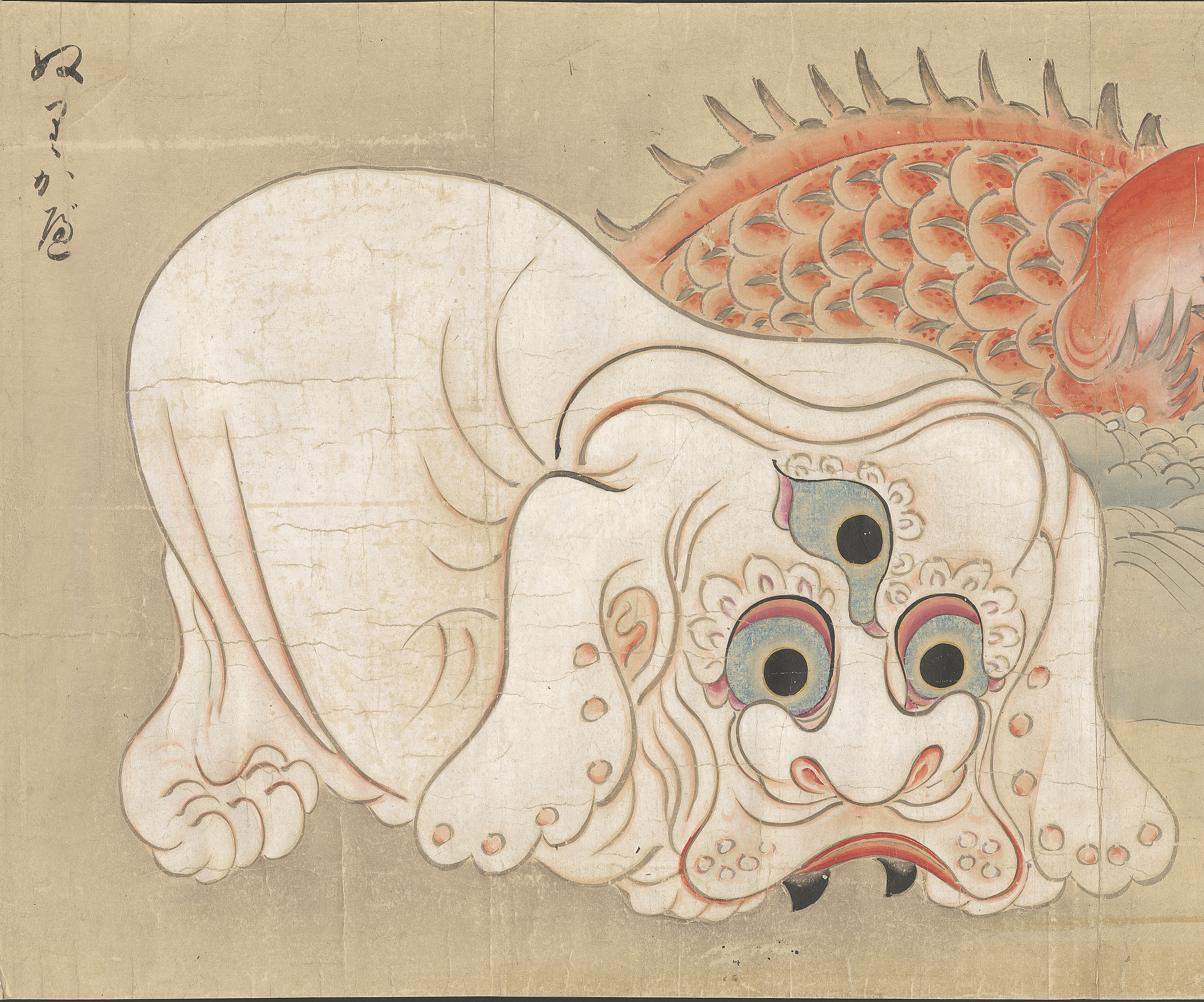
Nurikabe (ぬりかべ) de Bakemono no e (化物之繪, c. 1700), Harry F. Bruning Coleção de Livros e Manuscritos Japoneses, L. Tom Perry Coleções Especiais, Biblioteca Harold B. Lee, Universidade Brigham Young.

Nurikabe (ぬりかべ) é um youkai japonês. Ele é descrito como uma parede que impede os aventureiros de viajar a noite. Ele consegue se estender e fazer com que quem tente passar por ele caminhe sem sair do lugar, a menos que dê meia-volta. Bater na parte inferior dele faz com que o viajante não seja amaldiçoado.